# Quinta medaglia di Lionello d'Este
La quinta medaglia di Lionello d'Este fu realizzata in bronzo dall'artista italiano Pisanello verso il 1441-1444 e misura 6,9 cm di diametro. 

## Storia
Dopo aver coniato la celebre medaglia di Giovanni VIII Paleologo (1438), ristabilendo la tradizione di effigiare personaggi viventi come nelle monete dell'Impero Romano, Pisanello divenne molto richiesto dalle corti italiane, creando una ventina di medaglie. 
A Ferrara fu al servizio degli Este dal 1441 al 1444. Nel suo anno di arrivo fu al centro di una competizione artistica, secondo la testimonianza del poeta Ulisse degli Aleotti, con il pittore veneziano Jacopo Bellini. Entrambi dipinsero, su sollecitazione di Niccolò III d'Este, un ritratto di suo figlio Lionello. Ne uscì vincitore il Bellini, ma Pisanello restò comunque molto apprezzato a corte, tanto che Lionello gli commissionò ben sei medaglie. Il ritratto sul recto deriva sempre dal ritratto su tavola di Pisanello, mentre sul verso sono rappresentati numerosi motivi simbolici e araldici.  
Dalla seconda medaglia in poi l'effigie del signore è sempre rivolta a sinistra.

## Descrizione
L'opera, dai chiari intenti celebrativi, è virtuosamente esente da una retorica troppo artificiosa, riuscendo a sottolineare l'autorità del personaggio con un misurato ricorso ad elementi decorativi.
Sul recto, molto simile a quello della terza medaglia, è effigiato di profilo Lionello d'Este in forma di busto girato a sinistra, con il tipico taglio di capelli senza basette e con una postura ben eretta, quale segno di nobiltà. Vi si legge entro una cornice che corre lungo il bordo l'iscrizione in senso orario LEONELLVS MARCHIO ESTENSIS D. FERRARIE REGII 7 MUTINE ("Leonello marchese d'Este, duca e re di Ferrara e Modena"), completata da un ramo di alloro.
Sul verso si vede un giovane nudo sdraiato ai piedi di una roccia, sulla quale campeggia l'impresa estense del vaso con le ancore e contenente rami d'ulivo. In alto si legge la firma PISANI PICTORIS OPVS ("opera de il pittore Pisan[ell]o") inserita in una fascia circolare con edera e, in basso, rami d'ulivo.